# Mitteleuropa

Representació esquemàtica de les grans àrees culturals en les quals es divideix el continent europeu.

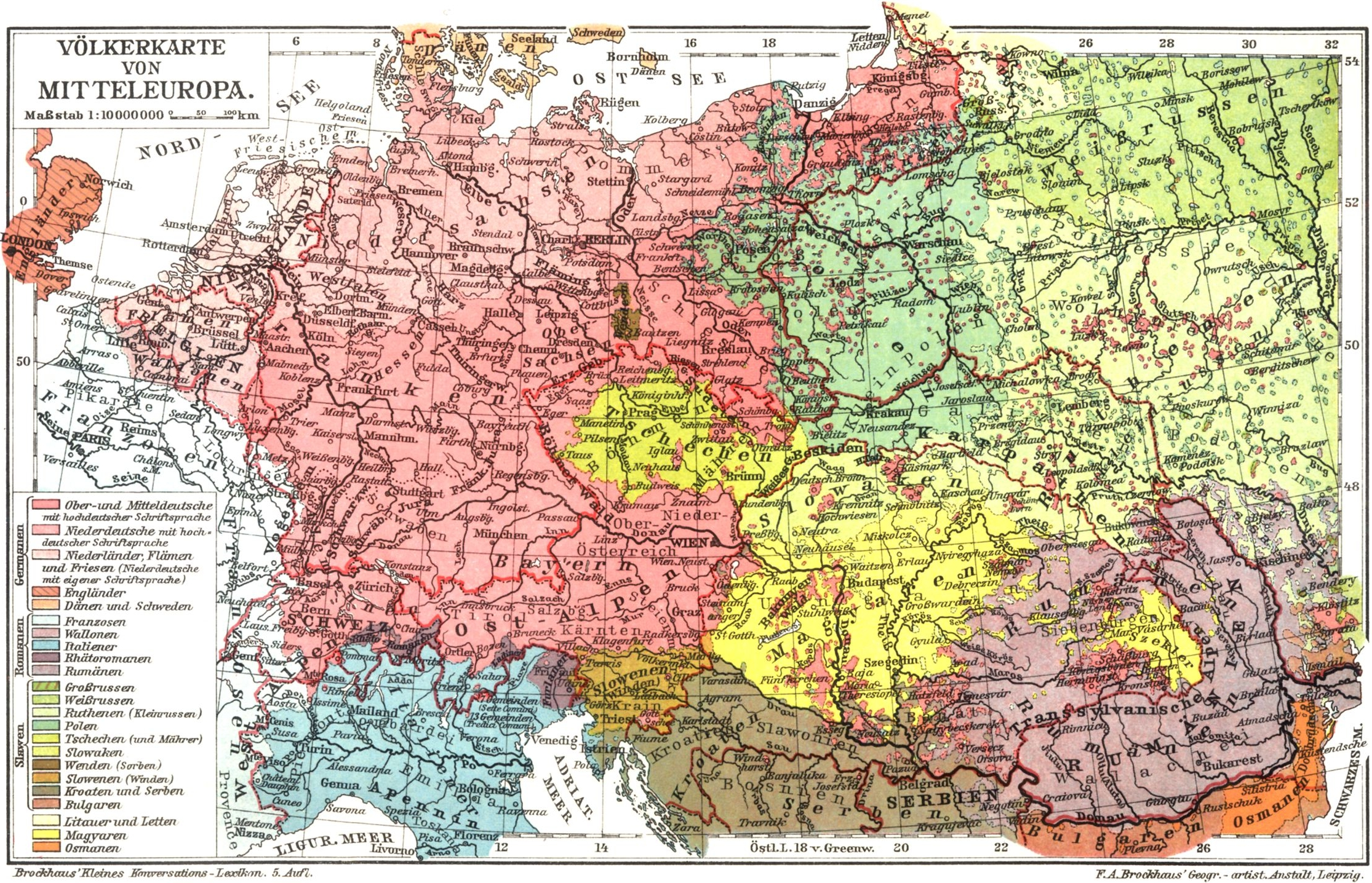
Mapa de les divisions ètniques de la Mitteleuropa traçat el 1901.

Mitteleuropa és un concepte cultural, geogràfic i polític en llengua alemanya que designa l'àrea d'Europa situada al centre del continent. Especialment quan s'empra en altres llengües, és un terme més connotat que el més genèric d'"Europa central", i el seu significat no se cenyeix estrictament a fronteres creades per Estats i altres entitats polítiques, sinó que depèn més d'una idea cultural. No hi ha una definició única de què constitueix aquesta part d'Europa, més enllà de la idea de centralitat en el continent, però molt sovint es relaciona amb la part d'Europa dominada culturalment per la cultura alemanya, és a dir, no només els estats on es parla alemany (Alemanya, Àustria, Suïssa) sinó també regions on la influència germànica ha estat històricament considerable per la presència de l'Imperi Austrohongarès i per raons culturals (Hongria, República Txeca, Eslovàquia Polònia, Eslovènia, Croàcia, de vegades Romania, Estònia, Letònia i Lituània. Vegeu Història de la població alemanya a l'Europa central) o on es parla un dialecte de l'Alemany (Alsàcia o Bozen). Altres definicions, en canvi, hi incorporen determinants geogràfics: del Massís Central fins als Carpats i la part sud de la mar Bàltica. També fa referència a un programa ideat durant la Primera Guerra Mundial per crear un nou ordre polític a l'est d'Alemanya sota domini germànic.

## Desenvolupament històric
L'avenç dels alemanys en direcció d'Europa de l'Est conegut com a Ostsiedlung (assentament a l'est) es va anar aturant després de 500 anys d'haver-se iniciat a causa de la Pesta Negra de meitats del segle xiv. A l'època hi havia presència alemanya a les zones de l'antiga Germania Slavica més enllà de l'Elba i el Saale. Per la costa Bàltica s'havien establert des de Holstein fins a Pomerània Central, del riu Oder fins a la Porta Morava, i al llarg del Danubi fins a les terres d'Hongria i la zona eslovena de Carniola. Els cavallers teutons van avançar del delta del Vístula i les terres de Prússia fins a la ciutat de Tallinn, que anomenaren Reval. A les terres muntanyoses de Bohèmia i Moràvia formaven una classe social diferenciada en ciutats com ara Praga, Havlíčkův Brod (anomenada pels alemanys Deutschbrod), Olomouc (Olmütz) o Brno (Brünn). Al voivodat de Cracòvia, els Carpats occidentals i Transsilvània (que rep el nom de Siebenbürgen en alemany) hi varen introduir la rotació de conreus i el dret alemany.
Durant el període afectat per la Pesta Negra varen tenir lloc un gran nombre de pogroms contra els jueus a la Renània, de manera que un gran nombre d'ells emigraren al Regne de Polònia, governat per Casimir el Gran i al Gran Ducat de Lituània liderat per Vytautas. En aquests territoris els jueus tenien més drets que a les terres alemanyes, i l'ídix, la seva llengua habitual (variant de l'alt alemany), va deixar una gran empremta amb el temps a les terres de l'est i el centre d'Europa, sobretot en ciutats com Lviv (Lemberg en alemany), Lublin, Minsk i Txernivtsí (Czernowitz), a més de Praga i nombrosos shtetls, poblacions de nova creació que formaren els mateixos jueus. Durant el Segle de les Llums, el moviment il·lustrat jueu Haskalà va lluitar per la seva emancipació social en aquests territoris, i fou liderat per alemanys com Moses Mendelssohn a Prússia, que tenia de rei a Frederic el Gran, amb qui els anomenats Schutzjuden ("jueus protegits", en el sentit d'amparats per la llei) reberen el permís de viure en terres germàniques amb certa tolerància religiosa. El retorn a Alemanya entre els jueus va anar incrementant amb la creixent intolerància a l'est, sobretot des de la Revolta de Khmelnytsky de 1648 i els pogroms a l'Imperi Rus durant el segle xix. La secular importància demogràfica i cultural dels jueus a la Mitteleuropa va desaparèixer per sempre a meitats del segle XX a conseqüència de l'Holocaust.
A l'època del Vormärz, amb la caiguda del Sacre Imperi Romanogermànic el 1806 i la formació del Concert d'Europa després de les Guerres Napoleòniques, Constantin Frantz, un escriptor romàntic, va desenvolupar la idea d'una federació d'Europa central per acabar amb les disputes i competició entre Prússia i Àustria. Frantz s'oposava a l'estat nació tal com s'entenia en el context de la "Qüestió Alemanya" i proposava una federació d'antics membres de la Confederació del Rin juntament amb l'estat multiètnic dels austríacs i Prússia, amb la seva gran proximitat demogràfica i cultural amb Polònia.
Després de les Revolucions de 1848 aquestes idees es feren més comuns i foren adoptades per alguns liberals com Friedrich List o Heinrich von Gagern, seguits pel Partit Nacional Liberal Alemany, si bé amb certs tocs de pangermanisme i una renovada ambició colonialista a la regió i la voluntat de lideratge dels estats germànics. Amb la unificació d'Alemanya el 1871 amb el canceller Otto von Bismarck, aquesta Ostforschung ("recerca de l'est" o "estudis sobre l'est") prengué dimensions etnocèntriques i amb cert prejudici contra eslaus, especialment polonesos i la seva àrea històrica. Àustria en aquells moments estava perdent la seva hegemonia i en aquest país Mitteleuropa va passar a representar les terres de la monarquia dels Habsburg a la conca del Danubi.